# Anđeo Dalla Costa
Anđeo Dalla Costa (Sinj, 24. listopada 1732. – Split, 15. ili 16. ožujka 1790.), hrvatski katolički svećenik i pravni pisac.

## Život i djelo
Rodio se u uglednoj sinjskoj obitelji (Košta, Costa) porijeklom iz Udina u Italiji, njegov otac Antun sudjelovao je u obrani Sinja od Turaka 1715., a brat Ivan bio je časnik u Hrvatskoj konjici (Cavalleria croata ili Croati à cavallo) i kasnije upravitelj Čačvine. Odlazi na školovanje u splitsko nadbiskupsko sjemenište, vjerojatno na poticaj strica Petra koji je bio svećenik te učitelj u navedenom sjemeništu i kasnije splitski kanonik. God. 1755. postaje svećenikom te ostaje u službi splitske prvostolne crkve, a 1758. ili 1759. na nekom od učilišta u Italiji (Loreto?, Padova?, Bologna?) postaje doktorom (naučiteljem) crkvenog i svjetovnog prava. Zatim se vraća u domovinu kao profesor (lektor) kanonskog i crkvenog prava na splitskom sjemeništu, kojeg će 1765. – 1783., biti i ravnateljem. God. 1786. postaje splitskim kanonikom. Vršio je i službu suca istražitelja na nadbiskupskom crkvenom sudu i bio opći namjesnik splitskog nadbiskupa, odnosno, obnašao je dužnost generalnog vikara nadbiskupa Lelija Cippica. Pokopan je u katedrali sv. Dujma u Splitu.
Napisao je i izdao priručnik crkvenog prava Zakon czarkovni, u dva sveska, (Mletci, 1778.) te dva hvaljena teološka panegirika na talijanskom jeziku (Mletci 1780.). Smrt ga je omela u radu na djelu iz građanskog prava kojeg je, kako sam u Zakonu czarkovnom navodi, spremao. Njegovim djelom Zakonom czarkovnim glagoljaši su se služili kao priručnikom kanonskog prava.

## Zakon czarkovni
ZAKON CZARKOVNI / sloxen i upravglien /za nauçenie i prosvitgljenie / redovnikov harvaskoga naroda / od / Angela Dalla Costa / nauçitegla czarkovnoga i svitovnoga zakona / popa czarkve parvostolne spliske / Knighe I. (II.) / U Mneczi / MDCCLXXVIII. / Po Ivannu Casali / S' dopustenjem staressinaa.
Djelo je pisano na doličnoj stručnoj razini, vidljivo već po samim izvanjskom osobinama (navodi ispod teksta, doslovni navodi kurzivom itd.), kao i po primjerenom popisu izvora, pa se stječe dojam kako je Dalla Costa imao namjeru napisati znanstveno djelo. U njemu se prepoznaje autorova stručnost i znanje te kritički pristup, kao i prikladna samostalnost, kako u oblikovanju samog djela, tako u raspravi i tumačenjima. No, u općim okvirima njegovu znanstvenu vrijednost osobito umanjuju česte nedosljednosti u samom znanstvenom aparatu, zbog čega ukupno ono nije izvorni doprinos tadašnjoj crkvenopravnoj znanosti, već u navedenoj sferi pripada djelima srednje vrijednosti. S druge strane, uzevši u obzir njegovu namjenu praktičnog priručnika, u prvom redu za niže svećenstvo (kako latinsko, tako i glagoljaško), razumljivo je kako Dalla Costa nije ni smio previše stručno opteretiti svoj tekst. Konačno, Dalla Costa je, kao jedan od prvih pravnih pisaca na hrvatskom jeziku, išao "neutabanom stazom", posebice u terminologiji koju je većinom morao sam stvarati.
Zakon czarkovni je ne samo prvo cjelovito crkvenopravno djelo na hrvatskom jeziku, već po svojim jezičnim značajkama, koje još nisu primjereno istražene, posjeduje odlike jednog od temeljnih djela za hrvatsku pravnu terminologiju.